# W zawieszeniu (film 1987)
W zawieszeniu – polski dramat obyczajowy o historii byłego oficera Armii Krajowej niesłusznie skazanego na karę śmierci. Bohater uciekając z więzienia znajduje schronienie u byłej kochanki z czasów wojny.

## Obsada aktorska
- Krystyna Janda – Anna Mroczyńska
- Jerzy Radziwiłowicz – Marcel Wysocki
- Sława Kwaśniewska – Maria, matka Anny
- Andrzej Łapicki – doktor Ruczyński
- Bogusław Linda – porucznik UB poszukujący Marcela
- Bożena Dykiel – pielęgniarka Fela, przyjaciółka Anny
- Klaudia Sznajder – Wicia, córeczka Anny i Marcela
- Igor Przegrodzki – Wincenty Wysocki, wuj Marcela
- Danuta Balicka – Jadwiga, żona Wincentego
- Ryszard Radwański – tajniak

## Nagrody
1987

12. Festiwal Polskich Filmów Fabularnych w Gdyni:
- nagroda za debiut reżyserski - Waldemar Krzystek

Koszalińskie Spotkania Filmowe "Młodzi i Film":
- wyróżnienie za debiut reżyserski
- Nagroda im. prof. Bolesława Lewickiego uczestników seminarium dla nauczycieli
- nagroda publiczności

Lubuskie Lato Filmowe w Łagowie:
- nagroda za najlepszy scenariusz - Małgorzata Kopernik, Waldemar Krzystek

Nagroda Artystyczna Młodych im. S. Wyspiańskiego I stopnia - Waldemar Krzystek

Nagroda Niezależnego Komitetu Kultury "Solidarności" dla najlepszego filmu roku za rok 1986 - Waldemar Krzystek

Nagroda Szefa Kinematografii za twórczość filmową-w dziedzinie filmu fabularnego za rok 1986 - Waldemar Krzystek

1988

MFF w Dunkierce:
- Nagroda Specjalna Jury